# Бобовичи (Гомельский район)
Бобовичи (бел. Бабо́вічы) — агрогородок в Гомельском районе Гомельской области Республики Беларусь. Административный центр Бобовичского сельсовета.

## География

### Расположение
В 11 км на юг от Гомеля.

### Гидрография
На реке Уза, которая на восточной окраине впадает в реку Сож. На юге и западе мелиоративные каналы.

## Транспортная сеть
Автодорога связывает деревню с Калинковичами и Гомелем. Планировка состоит из прямолинейной улицы, ориентированной с юго-запада на северо-восток, к которой под прямым углом присоединяются с запада три параллельные между собой прямолинейные улицы. Застройка двусторонняя, деревянная, усадебного типа. В 1991—1992 годах построено 98 кирпичных домов, в которых разместились переселенцы из загрязненных радиацией мест в результате аварии на Чернобыльской АЭС.

## История
Обнаруженные археологами городище (в 4 км на юго-восток от деревни) и поселение эпохи Киевской Руси (в 0,5 км на северо-запад от деревни) свидетельствуют про заселение этих мест с давних времён. По письменным источникам известна с XVI века как деревня в Гомельском старостве Речицкого повета Минского воеводства Великого княжества Литовского, великокняжеская собственность. В 1740-е годы село, 6 дымов 3 службы, 10 волов, 9 лошадей, пустошь Патрикеевщина.
После 1-го раздела Речи Посполитой (1772 год) в составе Российской империи. В 1773 году в Рогачёвской провинции Могилёвской губернии. С 1775 года в поместье графа П. А. Румянцева-Задунайского, с 1834 года — князя И. Ф. Паскевича. В 1811 году в Новиковской экономии. В 1849 году построена деревянная Успенская церковь. В 1864 году открыто народное училище (в 1889 году 63, в 1905 году 97 учеников). В 1885 году действовали хлебозапасный магазин, народное училище. Согласно переписи 1897 года располагались: водяная мельница, сукновальня, кузница, винная лавка, трактир. 19 апреля 1904 года сгорели 58 дворов с надворными постройками и 3 гумна. В результате пожара в 1907 году сгорели 78 дворов. В 1909 году 2700 десятин земли, в Дятловичской волости Гомельского уезда Могилёвской губернии 22 десятин земли принадлежали церкви.
В 1926 году работали отделение связи, начальная школа. С 8 декабря 1926 года по 16 июля 1954 года и с 3 сентября 1965 года центр Бобовичского сельсовета Дятловичского, с 4 августа 1927 года Гомельского районов Гомельского округа (до 26 июля 1930 года), с 20 февраля 1938 года Гомельской области. В 1930 году организован колхоз «Большевик», работали торфодобывающая артель, 2 ветряные мельницы, кузница. Во время Великой Отечественной войны оккупанты убили 29 жителей. Освобождена 26 ноября 1943 года. На фронтах и в партизанской борьбе погибли 222 жителя, в память о них установлена стела с именами павших, возведённая в 1969 году в центре деревни. В 1979 году в деревню переселились жители посёлка Степана Разина. Центр коллективно-долевого хозяйства «Бобовичский». Размещена перепомповочная станция нефтепровода «Дружба», сапожная мастерская, средняя школа, Дом культуры, библиотека, больница, амбулатория, аптека, 3 магазина, детский сад, отделение связи.
В состав Бобовичского сельсовета до 1979 года входил в настоящее время не существующий посёлок Степана Разина.

## Население

### Численность
- 2004 год — 549 хозяйств, 1450 жителей.

### Динамика
- 1773 год — 48 дворов, 271 житель.
- 1811 год — 64 двора, 331 житель мужского пола.
- 1850 год — 171 двор, 500 жителей.
- 1885 год — 186 дворов, 1187 жителей.
- 1897 год — 271 двор (согласно переписи).
- 1909 год — 1880 жителей.
- 1926 год — 495 дворов, 2586 жителей.
- 1959 год — 1442 жителя (согласно переписи).
- 2004 год — 549 хозяйств, 1450 жителей.

## Культура
- Дом культуры

## Достопримечательность
- Мемориал в память о земляках, погибших и пропавших без вести в годы Великой Отечественной войны. В центре — фигура воина-победителя на пьедестале, за ним две стены с именами погибших красноармейцев и мирных жителей на табличках.
- Церковь Николая Чудотворца.

## Известные лица
- Владимир Попсуев (1924—1995) — белорусский скульптор
- И. Б. Шилов — участник революционного движения и гражданской войны, одного из организаторов и руководителей Гомельского патриотического подполья во время Великой Отечественной войны (20 июля 1942 года расстрелян немецкими оккупантами, его имя присвоено одной из улиц Гомеля).